# Arthur Constantin Krebs

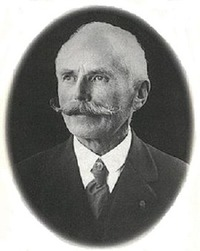
Arthur Constantin Krebs.

Arthur Constantin Krebs (* 16. November 1850 in Vesoul, Département Haute-Saône, Frankreich; † 22. März 1935 in Quimperlé, Département Finistère) war ein französischer Berufsoffizier, zuletzt im Range eines Commandant, Forscher, Erfinder und Automobilmanager. Seine Pionierarbeiten sowohl in der Luftfahrt, im U-Boot- und im Automobilbau gelten als wegweisend.
Zu seinen Erfindungen gehören Elektroantriebssysteme für Luftschiffe, Tauchboote und Panzer, ein Kreiselkompass, ein Periskop, eine verstellbare Schiffsschraube, eine Dampfseilwinde für Fesselballons, ein Magnetfeldtelefon, eine frühe Magnetkupplung, der automatische Vergaser, die Mehrscheibenkupplung und ein Vorläufer des Anlassers. Krebs war der Nachfolger von Émile Levassor als Technischer Direktor des Kraftfahrzeug-, Motoren- und Rüstungsgüterproduzenten Panhard & Levassor, für den er zahlreiche weitere Patente einreichte. Er unterstützte die Grundlagenforschung für Helikopter und sagte als Sachverständiger im Selden-Prozess um die Rechte an der Erfindung des Automobils aus.
Arthur Constantin Krebs wurde 1884 Offizier der Ehrenlegion, 1900 Ritter und kurz vor seinem Tod Kommandant der Ehrenlegion. Gemeinsam mit Charles Renard erhielt er 1886 den Prix Ponti der Académie des sciences, deren Mitglied und Offizier er war.
Über die Achtung in wissenschaftlichen Kreisen hinaus, war der Ingenieur und Forscher als Commandant Krebs eine bekannte und in der Bevölkerung sehr beliebte Persönlichkeit.

## Herkunft und Jugend
Arthur Krebs’ Vorfahren stammten ursprünglich aus Boppard am Rhein (Deutschland) und waren während der Französischen Revolution französische Staatsbürger geworden. Krebs verbrachte einen Teil seiner Kindheit in Bonifacio auf Korsika. Im Alter von 16 Jahren wurde er ins Lycée Impérial in Besançon aufgenommen.

## Eine untypische Militärkarriere
Während Krebs’ Aufnahmeprüfung an die École polytechnique brach der Krieg mit Deutschland aus und die Prüfungen wurden abgebrochen. Krebs meldete sich freiwillig und leistete Militärdienst in einem Artillerieregiment in Besançon. Im November 1870 erhielt er die Beförderung zum Sous-Lieutenant und wurde in ein Infanterieregiment versetzt. Im September 1871 trat er in die École Spéciale Militaire de Saint-Cyr ein, wo er 1873 in Ingenieurwissenschaften abschloss. Bis 1878 folgten Versetzungen in verschiedene Einheiten. Krebs war auch zu dieser Zeit mit Erfindungen beschäftigt. Erwähnt wird insbesondere ein nach seinen Plänen 1875 erbautes Boot.

## Aérostation Chalais-Meudon

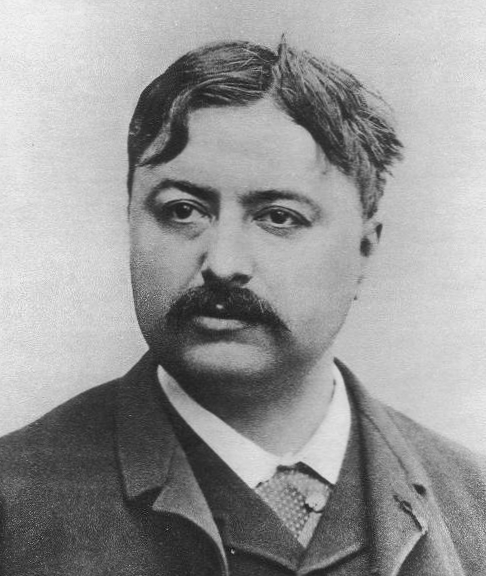
Charles Renard

Wohl wegen seiner Beschäftigung mit Ballonen und Fesselballonen in der Kriegführung wurde Leutnant Krebs im Juli 1878 zum 138. Infanterieregiment de ligne versetzt und für die Arbeiten am Luftschiff France im Établissement Central de l’Aérostation Militaire in Chalais bei Meudon abkommandiert. Die Einrichtung war 1877 vom Ingenieur Capitaine Charles Renard (1847–1905) gegründet worden, der sie auch leitete. Mit seinem gleichfalls hier beschäftigten Bruder Paul Renard (1854–1933) beschäftigte er sich seit längerem mit der Entwicklung von Dirigibles. Die Entwicklung wurde durch einen staatlichen Zuschuss von 200.000 FF gefördert.
1879 wurde neben der bestehenden Werkstätte eine Luftschiffhalle gebaut. Sie gilt als erste ihrer Art und entstand unter Verwendung von Elementen einer Eisenkonstruktion, die der Architekt Henri de Dion (1828–1878) für die Maschinenhalle der Weltausstellung 1878 in Paris geschaffen hatte. Dieses als Hangar Y bekannte Bauwerk ist als geschütztes Gebäude erhalten.
Die Renards waren zuständig für Rumpf, Struktur und Hülle des Luftschiffs, Krebs für den Elektroantrieb. Zu diesem Zweck wurde ein Motorenlabor eingerichtet, das als erstes seiner Art gilt.
Für die Versuche mit Fesselballons konstruierte Krebs eine von Pferden gezogene und mit Dampf betriebene Seilwinde mit zwei parallel angebrachten Seiltrommeln sowie eine Trennvorrichtung für das Halteseil. Eine von ihm verbesserte Version wurde noch im Ersten Weltkrieg für Artilleriebeobachtungsballone verwendet.

## Luftschiff „La France“

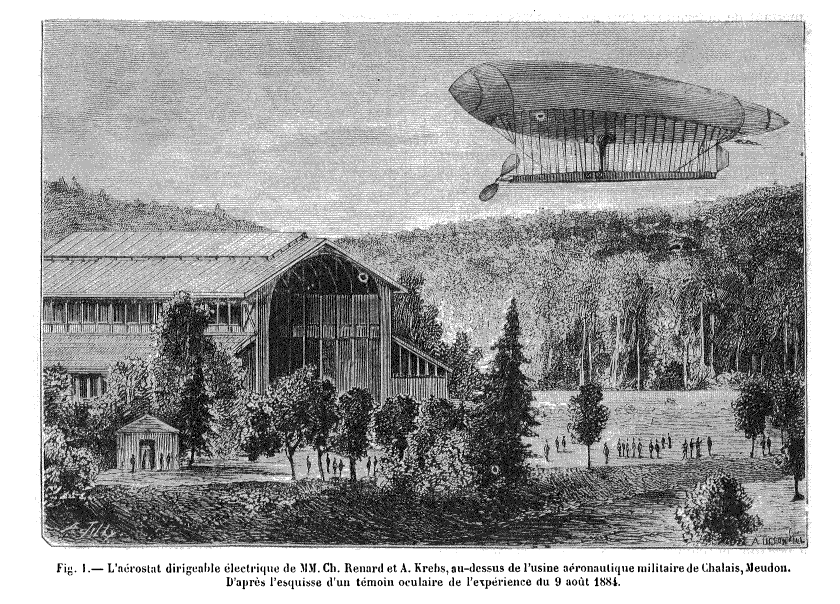
Das Dirigible „La France“ am 9. August 1884 über dem Hangar Y im Parc de Chalais, Meudon

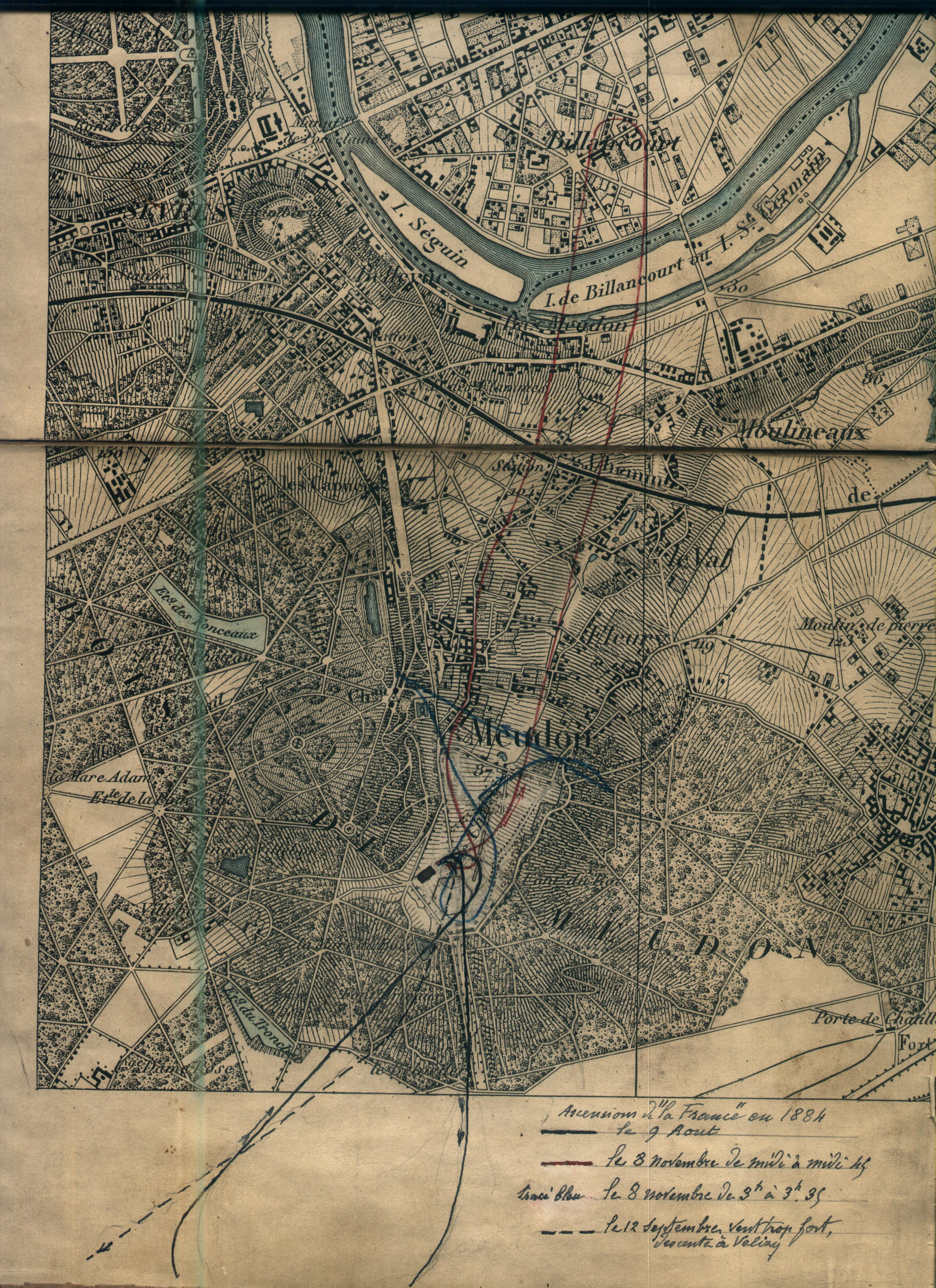
Die 1884 Krebs & Renard erste voll steuerbare Freiflüge mit dem elektrischen Luftschiff La France bei Paris (Krebs arch.)

Die Arbeiten für das Luftschiff La France begannen 1877. Es war 52 Meter lang und hatte einen Elektromotor mit 8½ PS (6,25 kW) Leistung. Der erste freie Flug mit Krebs, Charles Renard und Adrien Duté-Poitevin gelang bereits am 26. November 1878, wobei die Landung angeblich auf dem Rasen vor dem Schloss des Grafen Curial erfolgte. Am 9. August 1884 gelang es Krebs und Renard, einen vollends gelenkten Flug durchzuführen, an dem das Luftschiff schließlich wieder an seinen Ausgangspunkt des Flugs zurückkehrte. Das Luftschiff stieg beim Hangar Y auf und fuhr einen Kreis von ca. 7,6 km, der die Ortschaft Villacoublay einschloss. Die Rundfahrt dauerte 23 Minuten und La France erreichte dabei eine Geschwindigkeit von 19,8 km/h. Die Landung erfolgte wieder beim Hangar Y. Die Bevölkerung reagierte begeistert. Bis 1885 wurde dies mehrfach wiederholt.
Die Entwicklung der La France erfolgte in Konkurrenz zu ähnlichen Versuchen von Henri Giffard wie auch der Brüder Albert und Gaston Tissandier (1843–1899), die etwa zeitgleich ein ebenfalls elektrisch betriebenes Luftschiff konstruierten. Gaston Tissandier war Gründer und Herausgeber der Zeitschrift La Nature, für die auch Krebs einschlägige Beiträge verfasste.
Luftschiffe wurden von der französischen Armee bereits 1884 während der Tonkin-Kampagne, während des Chinesisch-Französischen Kriegs und 1900 während der China-Expedition verwendet.

## Unterseeboot „Gymnote“

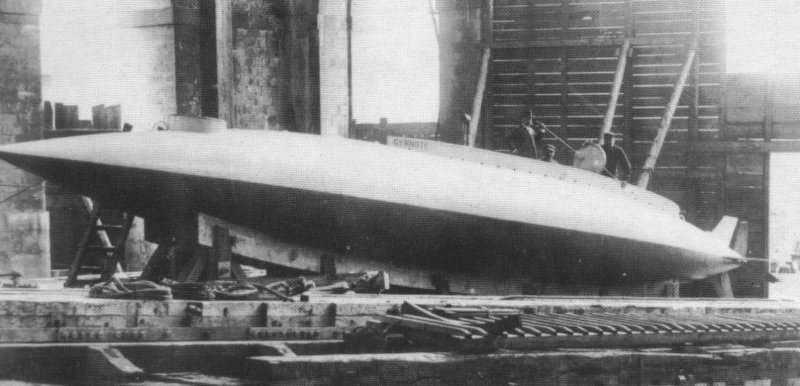
Gymnote im Trockendock, 1889. Der Herr mit Hut ist Arthur Krebs

Im Oktober 1886 wurde Krebs in die technische Kommission der Weltausstellung Paris 1889 berufen.
Durch seine Arbeit am Luftschiff France war Krebs bekannt mit dem Schiffskonstrukteur Henri Dupuy de Lôme (1816–1885), der bereits früher ein ähnliches Projekt realisiert hatte, das allerdings aufgegeben wurde. Lôme und Gustave Zédé (1825–1891) entwarfen ein Unterseeboot als Versuchsschiff. Nach Lômes Tod erreichte Zédé im November 1886 die Baugenehmigung der französischen Marine. Wahrscheinlich war er es, der Krebs für die Entwicklung des Elektroantriebs gewinnen konnte. Den Auftrag erhielt die Société des Forges et Chantiers in Toulon, wo Zédé Mitglied der Direktion war; die Ausführung übernahm das Marinearsenal Toulon auf seiner Werft im Stadtteil Mourillon. Die Kiellegung erfolgte im April 1887 und der Stapellauf im September 1888. Bereits im November fanden erste Erprobungen statt. In seiner ursprünglichen Form hatte La Gymnote eine Länge von 17,6 m, eine Wasserverdrängung von 31 Tonnen und 5 Mann Besatzung.
Zusätzlich zum Antrieb konstruierte resp. verbesserte Krebs auch das Periskop und den Elektro-Kreiselkompass des U-Boots. Mit der Gymnote gelang es erstmals, unter Wasser über mehrere Stunden exakt Kurs zu halten. Das Boot blieb acht Jahre in Betrieb.

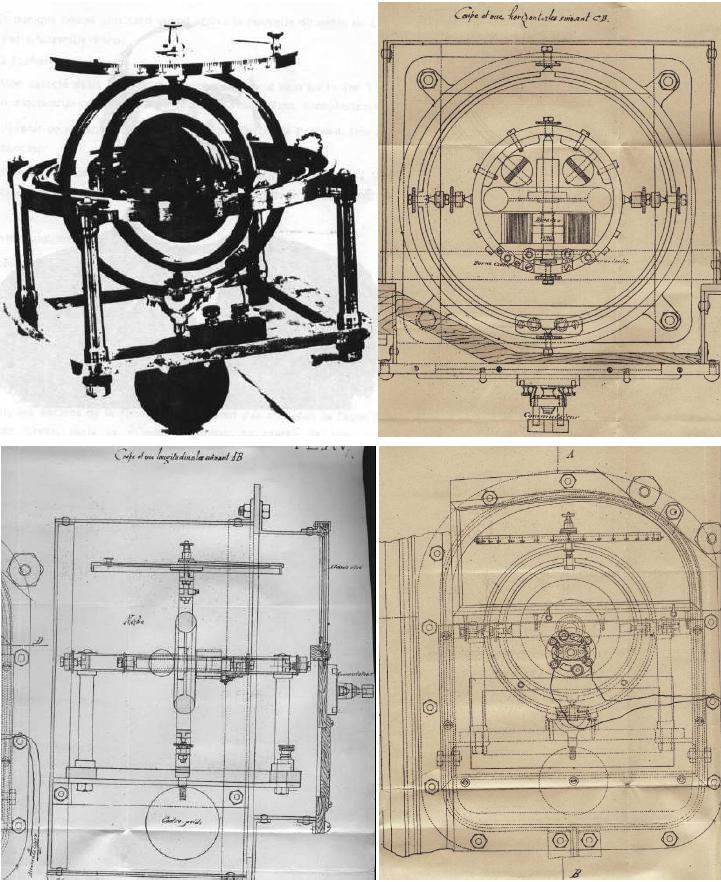
Elektro-Kreiselkompass von Arthur Krebs
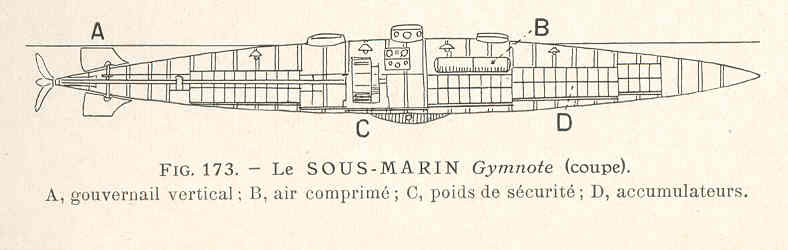
Schnittzeichnung der Gymnote.
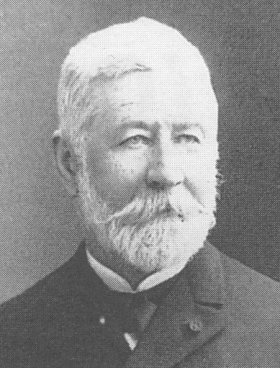
Gustave Zédé (1825–1891)

## Feuerwehr von Paris

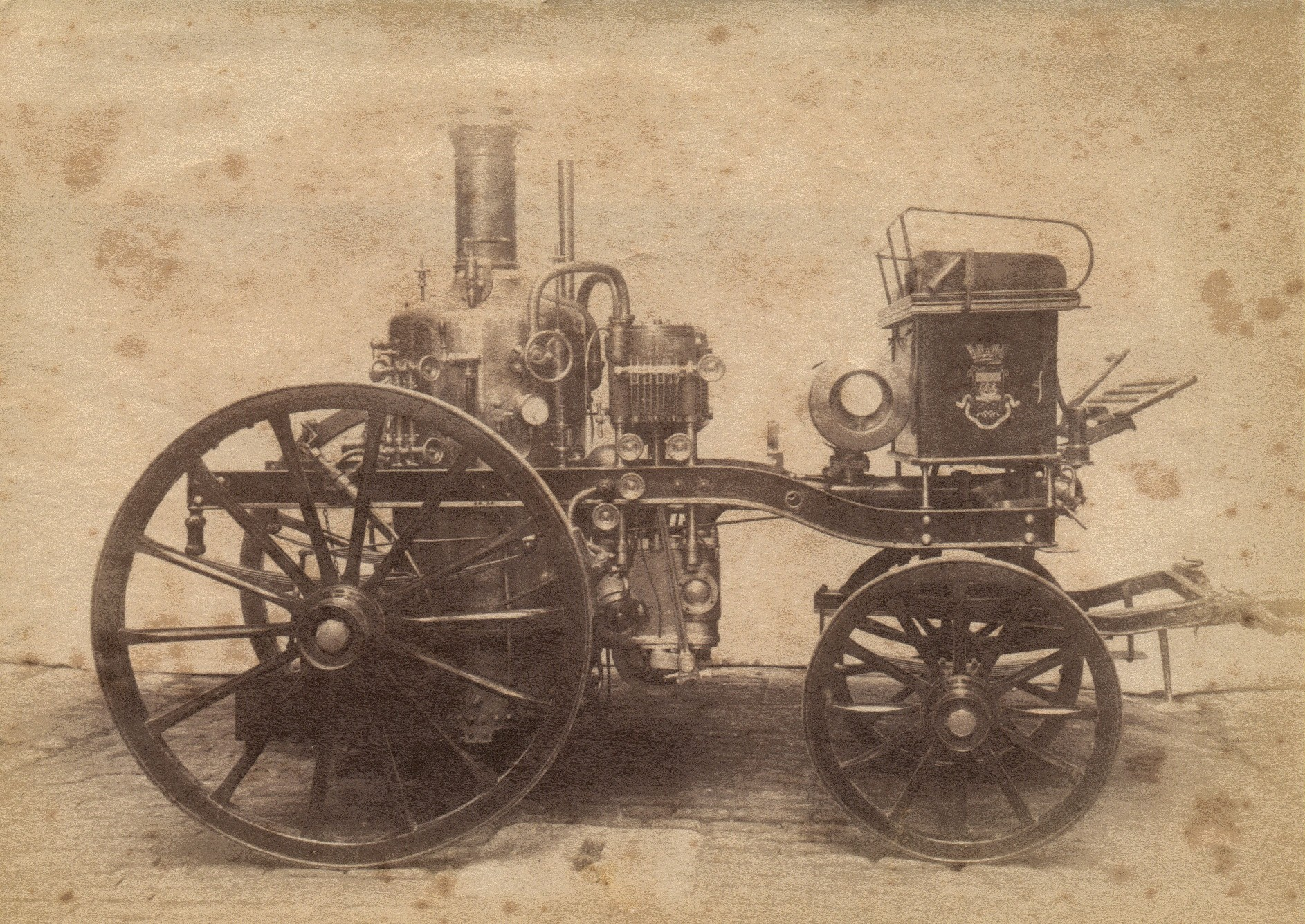
Pferdegezogene Dampfspritze Durenne & Krebs, Foto von 1888

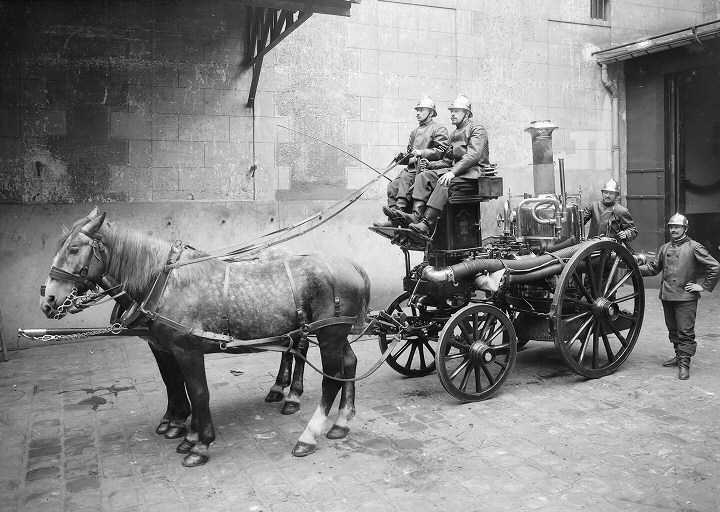
Dampfspritze Typ Durenne & Krebs bei der Pariser Feuerwehr, Foto ca. 1900

Am 10. November 1880 wurde Krebs zum Hauptmann (Capitaine) befördert. Am 2. Mai 1884 folgte eine Versetzung zum Régiment de sapeurs-pompiers de Paris, der Pariser Feuerwehr, seit ihrer Gründung eine militärische Einheit. 1866 war sie von Bataillons- auf Regimentsstärke erweitert worden; ihr Kommandant bekleidete den Rang eines Obersten. Zu Zeiten Krebs’ unterstand sie dem Kriegsministerium, heute ist sie dem Innenministerium angegliedert. Welche Funktion Hauptmann Krebs zunächst innehatte, geht aus den vorliegenden Quellen nicht hervor; fest steht jedoch, dass er seine Arbeiten am Dirigible „La France“ auch hier fortsetzen konnte. Am 20. Dezember 1884 wurde er als Capitaine-ingénieur verantwortlich für die technische Ausstattung der Pariser Feuerwehr, eine Position, die normalerweise mit einem Offizier im Range eines Majors besetzt wurde.
1886 erhielt Krebs ein Patent für eine pferdegezogene Dampfspritze. Sie wurde ab 1888 als Type Durenne & Krebs hergestellt. Allerdings war sie den britischen Produkten unterlegen; deren Hersteller, etwa Merryweather & Sons oder Mason, Shand & Co., hatten langjährige Erfahrung. So wurde auch bei einer Ausschreibung in Lyon letztere vorgezogen.
Am 27. Juli 1888 erhielt Krebs ein Patent auf ein Magnetfeldtelefon. Zu dieser Zeit erfolgte die Alarmierung der Feuerwehr durch öffentlich zugängliche Telegraphen. An einer Besprechung am 11. Dezember 1888 schlug Hauptmann Krebs vor, stattdessen ein Telefonsystem einzuführen. Es gab Bedenken wegen der Kosten und weil die Telefonalarmierung, anders als der Telegraf, keine schriftliche Spur hinterlässt.

## Automobil

### Voiture système Krebs

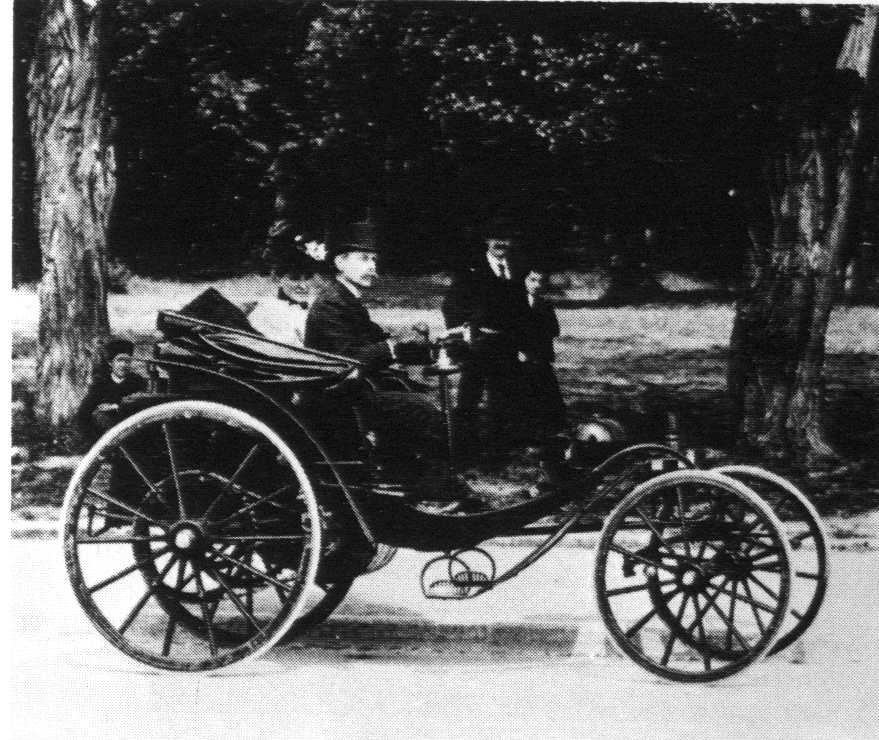
Voiture système Krebs im Bois de Boulogne mit Arthur Constantin Krebs am Lenkhebel (1896)

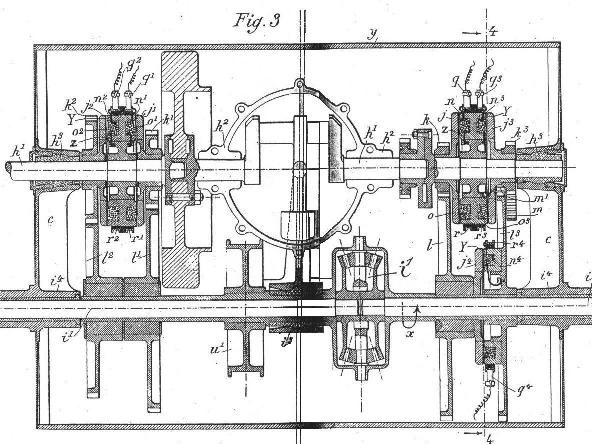
Das elektromagnetische Getriebe von A.C. Krebs, patentiert 1896

Seit 1884 verfolgte Krebs die Entwicklung des Daimler-Motors und dessen Verbreitung in Frankreich dank dem Lizenznehmer Panhard & Levassor. Ab etwa 1895 begann er, an der Konstruktion eines eigenen und sehr innovativen Automobils zu arbeiten. Er erfand dafür eine Magnetkupplung und löste das Problem der vom Motor auf das Fahrgestell übertragenen Schwingungen, indem er das Fahrgestell zweiteilig konstruierte. Das eine Element diente als Motorträger und das andere als Fahrwerkträger, die Verbindung war flexibel.
Krebs erhielt ein Patent auf das Fahrzeug, das er 1897 Panhard & Levassor anbot. Der technische Direktor, Émile Levassor, war mit der Prüfung dieser Pläne beschäftigt, als er am 14. April 1897 am Arbeitsplatz verstarb.

### Panhard & Levassor

Émile Levassor

Levassor (1843–1897) hatte Krebs wegen dessen Kenntnissen im Motorenbau bereits 1890 als Berater zu Panhard & Levassor geholt. Krebs richtete hier die Lizenzproduktion der Daimler-Motoren ein, blieb aber noch bis 1897 im Militärdienst.
Nach Levassors Tod wurde Krebs dessen Position als technischer Direktor angetragen. Nun beendete er seine militärische Karriere und konzentrierte sich auf seine Aufgabe im renommierten, inzwischen neu als Compagnie des Anciennes Etablissements Panhard & Levassor organisierten Unternehmen. Panhard & Levassor ging durch unruhige Zeiten. Nach Levassors Tod wurde es als Aktiengesellschaft neu organisiert, wobei nun nicht mehr die Familie Panhard die Mehrheit hielt. Der neue Hauptaktionär war der Unternehmer Adolphe Clément (1855–1928), der den Vorstandsvorsitz aber René Panhard (1841–1908) überließ. Am 18. September 1898 verstarb der Produktionsleiter des Unternehmens, Émile Mayade (1853–1898), bei einem der ersten Unfälle mit einem Automobil.
Levassor pflegte freundschaftliche Kontakte mit Gottlieb Daimler und konnte die Rechte zum Nachbau von Daimler-Motoren erwerben, die von Panhard & Levassor genutzt wurden. Nach seinem Tod erbte seine Witwe diese Rechte. Die Beziehungen zu Mme Levassor wie auch zu Daimler kühlten sich ab und es kam zu Rechtsstreitigkeiten wegen Rückvergütungen aus den Motorenpatenten. In diesem Zusammenhang rügte der Vorstand seinen Vorsitzenden René Panhard, der anscheinend zu sehr auf einen Ausgleich bedacht war. Dieser trat 1899 zurück und Krebs übernahm auch diese Position; die technische Leitung behielt er. Im gleichen Jahr erschien der erste Motorenprospekt des Unternehmens. Angeboten wurden Stromgeneratoren, Pumpenantriebe sowie Stationär- und Bootsmotoren. Diese Produkte waren von den Daimler-Motoren abgeleitet. Krebs baute diesen Bereich in den nächsten Jahren zu einem zweiten Standbein aus, das fast so bedeutend war wie die Fahrzeugproduktion.

### Clément-Panhard

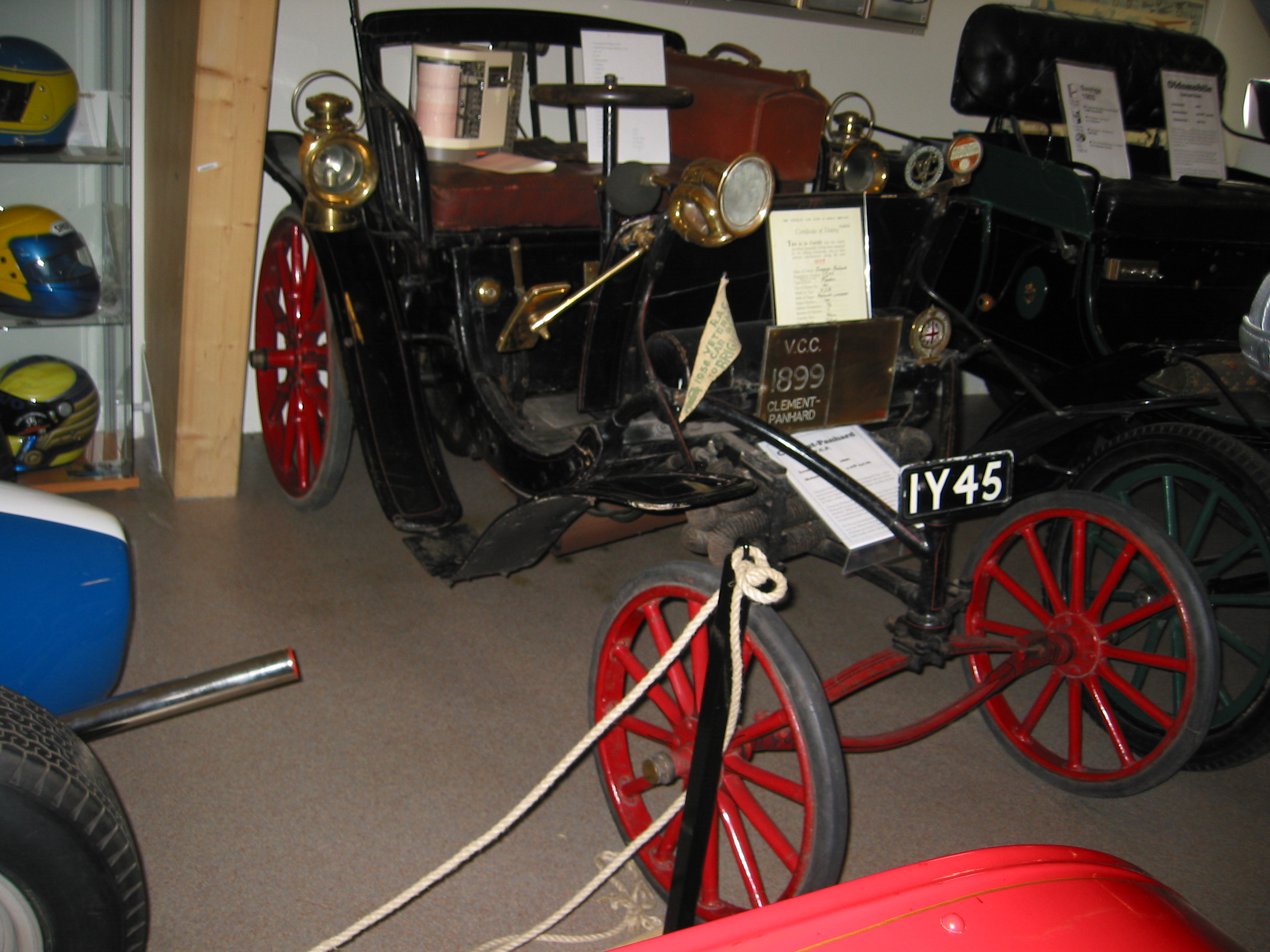
Clément-Panhard 3½ CV Type VCP Phaëton (1899)

Neben all der Arbeit fand Krebs auch noch Zeit zum Konstruieren. 1898 erwarb Panhard & Levassor die Rechte an seinem Entwurf für eine preiswert herzustellende Voiturette. Sie war von Grund auf als Leichtfahrzeug konzipiert und darf als einer der ersten Versuche gelten, ein Automobil für einen Massenmarkt zu konzipieren. Nicht so innovativ wie sein Prototyp von 1896, lagen die Vorteile im einfachen Aufbau und der leichten Bedienbarkeit. Die öffentliche Aufnahme war sehr gut und Panhard & Levassor erhielt im Nachgang zur Präsentation 300 Vorbestellungen. Allerdings war man mit der Herstellung der eigenen, hochpreisigen Automobile mehr als ausgelastet. Adolphe Clément schlug daher vor, das Fahrzeug als Joint Venture in seiner Société Gladiator in Levallois-Perret zu fertigen. Die Produktion des nun Clément-Panhard Type VCP (Voiturette Clément-Panhard) genannten Kleinwagens lief Ende 1898 an. Weil eine zweite Produktionslizenz an Stirling’s Motor Carriages in Hamilton (South Lanarkshire) (Vereinigtes Königreich Großbritannien und Irland) ging, war der Clément-Panhard außerdem eines der ersten Automobile, das parallel in zwei Staaten produziert wurde.
Eine weitere bedeutende Erfindung ließ Krebs 1902 patentieren. Er konstruierte einen automatischen Vergaser, der als Vorgänger des jahrzehntelang im Fahrzeugbau verwendeten Vergasers gelten kann.

### Selden
Krebs besuchte die USA dreimal, 1885, 1893 und 1906. Die ersten beiden Aufenthalte dienten der Information über das US-amerikanische Feuerwehrwesen, der dritte erfolgte als Zeuge und Sachverständiger der Verteidigung im Selden-Patentstreit vor dem Circuit Court des Southern District of New York City. Dort war Henry Ford angeklagt, das von der Association of Licensed Automobile Manufacturers (A.L.A.M.) verwaltete Automobil-Patent verletzt zu haben. Die SA des Anciennes Etablissements Panhard & Levassor waren selber angeklagt gewesen und hatten 1905, wie auch Mercedes, einen Vergleich geschlossen, der beide verpflichtete, an die A.L.A.M. Lizenzgebühren abzuführen. Kläger waren die Electric Vehicle Company als Patentinhaber und George Baldwin Selden. Krebs wurde unter Eid befragt; seine Aussagen standen in direktem Zusammenhang mit technischen Erfahrungen mit Dampfmaschinen, den Motoren von Daimler und Benz sowie frühen Automobilen. Die Anklage versuchte immer wieder mit Einsprüchen, seine Aussagen als „irrelevant“, „unqualifiziert“ und „Erfahrungen außerhalb der USA“ zu verhindern. Seine Feststellungen vermochten den Prozess nicht zu Fords Gunsten zu beeinflussen; er wurde 1909 in erster Instanz der Patentverletzung für schuldig gefunden. Einen Teilerfolg erreichte er erst 1912 in einer Berufungsverhandlung. Das Gericht bejahte dann zwar den Patentanspruch, schränkte ihn aber auf Fahrzeuge mit dem von Selden verwendeten Brayton-Motor ein. Mittlerweile hatte sich aber der Ottomotor durchgesetzt und kein einziges in Serie gebautes Fahrzeug verwendete einen solchen Antrieb, was das – ohnehin nur noch ein Jahr gültige – Patent wertlos machte.
Der Streit mit Mme Levassor endete erst 1914 mit einem kostspieligen Vergleich.

### Allrad- und Panzerfahrzeuge

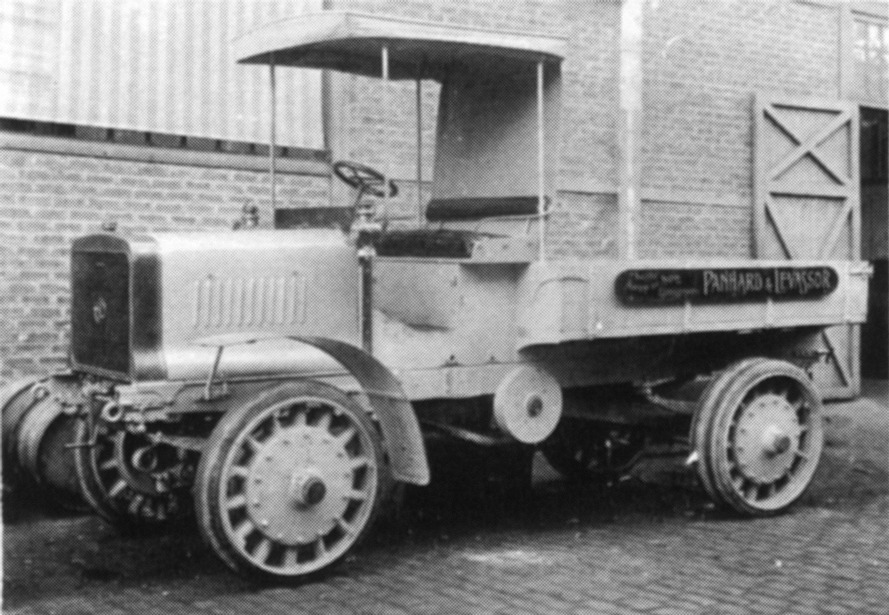
Schwere Artillerie-Zugmaschine Panhard-Châtillon; Prototyp von 1911

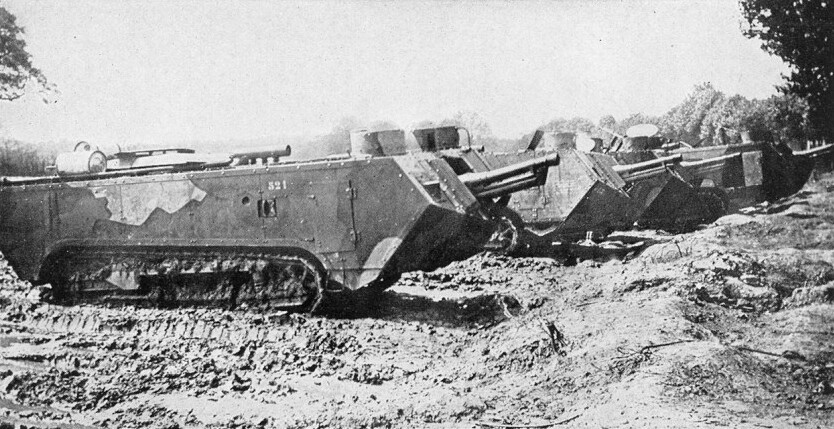
Panzer Saint-Chamond

1910 trat der ehemalige Artillerie-Oberstleutnant de Port an Panhard & Levassor heran mit der Idee, eine schwere Zugmaschine mit Allradantrieb und -lenkung zu bauen. De Port war ein technischer Berater der Compagnie des Forges de Châtillon-Commentry et Neuves-Maisons. Das Fahrzeug hatte für jedes Rad eine eigene Kardanwelle. Als Antrieb diente ein bei Panhard & Levassor gebauter Vierzylinder-Schiebermotor Lizenz Knight mit 40 PS.
Ab 1911 fanden Erprobungen der französischen Armee statt. Im Juli 1912 bewies das Fahrzeug seine Fähigkeit, entweder eine 155-mm-Kanone samt Protze oder einen schweren Mörser Kaliber 220 mm samt Protze und Bodenplatte zu ziehen. Dazu fuhren 14 Soldaten auf dem Camion mit. Die Anhängelast überstieg dabei 12 Tonnen. Unbeladen zog der Châtillon-Panhard bis 15 Tonnen mit einer Geschwindigkeit von 8 km/h. In den Frühjahrsmanövern 1913 wurde der Châtillon-Panhard einem direkten Vergleich mit einem heckgetriebenen LKW und einem anderen Allrad-LKW von Latil unterzogen. Unter anderem wurde eine Non-Stop-Fahrt über 100 km in unbeladenem Zustand durchgeführt und eine über 60 km mit voller Zuladung. Am Ende der mehrwöchigen Prüfung wurden die Fahrzeuge zerlegt. Probleme tauchten 1914 auf, als alle Zugmaschinen nach langem Regen in schwerem Gelände liegenblieben, weil die Geschütze im Boden einsanken. Eine zweite Bestellung wurde storniert und die bereits ausgelieferten 50 Châtillon-Panhards gingen an das 4. Schwere Artillerieregiment, das mit 120-mm-Geschützen ausgerüstet war. Am 14. Juli 1914 war das Regiment die erste mechanisierte Einheit, die bei der großen Parade in Paris gezeigt wurde.
Krebs war auch am innovativen Antriebssystem des ersten französischen Kampfpanzers Saint-Chamond beteiligt. Der Panzer fuhr elektrisch und wurde mittels Widerstand gelenkt. Er wurde aber nicht ausreichend erprobt und wies auch konzeptionelle Fehler auf. Der Böschungswinkel war infolge eines riesigen vorderen Übergangs völlig unzureichend, und die amerikanischen Holt-Ketten waren für die militärische Anwendung ungeeignet.

## Späteres Leben

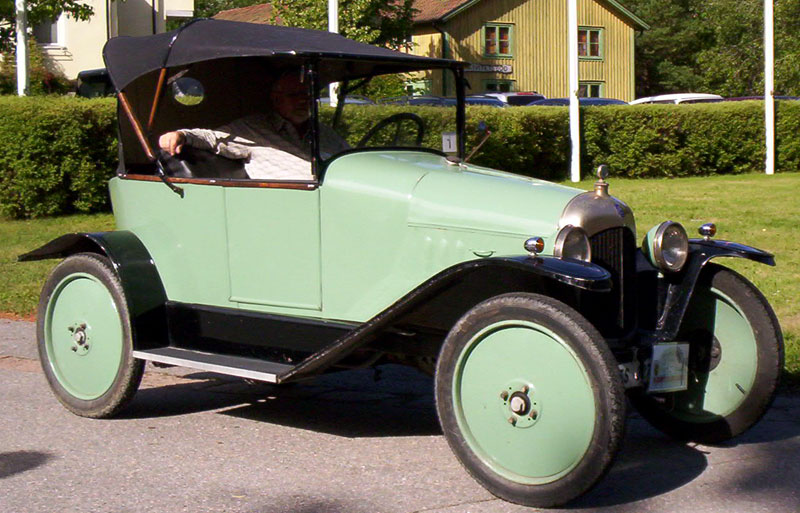
Citroen 8 CV Type A Torpedo (1919)

1916 verließ Krebs den Vorstand von Panhard & Levassor, wirkte aber auch danach noch als Berater für das Unternehmen.
Auf Wunsch von André Citroën verfasste er 1919 ein technisches Gutachten zum geplanten Citroën Typ A und dessen Fließbandfertigung. Der für Citroën günstige Bericht half diesem, Investoren für die Umstellung seiner Produktion von Munition auf Automobile zu finden.

## Familie
Am 29. November 1881 heiratete Krebs Marie Caroline Clémence de Fréminville. Die Familie hatte acht Kinder. Ihr Sohn Louis (11. Mai 1886 – 24. August 1944) wurde ein bekannter Ingenieur, Bootskonstrukteur, Unternehmer und Autor eines Sachbuches über Thunfischfang. Im Zweiten Weltkrieg war er ein hochrangiges Mitglied der Résistance. Er kam am 24. August 1944 beim deutschen Rückzug aus Concarneau ums Leben.

## Ehrungen

Zeitgenössische Darstellung der Ballonfahrer Charles Renard, Henri Dupuy de Lôme und Arthur Constantin Krebs.

- Offizier der Ehrenlegion (4. Dezember 1884)[3]
- Prix Ponti der Académie des sciences, gemeinsam mit Charles Renard (20. Dezember 1885).[6]
- Offizier der Académie des sciences (31. Dezember 1885)[3]
- Ritter der Ehrenlegion (14. August 1900)[3]
- Kommandant der Ehrenlegion (24. Januar 1935)[3][21]
- Nach Arthur Constantin Krebs resp. Commandant Krebs sind in zahlreichen französischen Städten und Kommunen Straßen und Plätze benannt.
- 1960 benannte das UK Antarctic Place-Names Committee den Krebs-Gletscher an der Danco-Küste im Westen der Antarktischen Halbinsel nach Krebs.
- Jules Verne ließ sich von Krebs’ Schaffen, insbesondere im Luftschiff- und U-Bootbau, zu seinen Romanen Robur der Eroberer und 20.000 Meilen unter dem Meer inspirieren.